# Moosach (metrostation)
Moosach is een metrostation in de wijk Moosach van de Duitse stad München. Het station werd geopend op 11 december 2010 en wordt bediend door lijn U3 van de metro van München.
Moosach is ook de naam van het gelijknamige bovengrondse station van de S-Bahn van München (S1) en regionale treinen. 